# Dương Xuân Vinh
Dương Xuân Vinh là một sĩ quan cấp cao trong Quân đội nhân dân Việt Nam, hàm Trung tướng. Ông từng giữ chức vụ Chính ủy Tổng cục II, Bộ Quốc phòng Việt Nam từ năm 2009 đến năm 2016.

## Thân thế và sự nghiệp
Trước năm 2009, từng đảm nhiệm chức Phó Tổng cục trưởng Tổng cục II, Bộ Quốc phòng
Năm 2009, được bổ nhiệm giữ chức Chính ủy Tổng cục II, Bộ Quốc phòng
Năm 2016, ông nghỉ hưu, thay thế ông làm Chính ủy Tổng cục 2 là Trung tướng Phan Văn Việt.
Thiếu tướng (2004), Trung tướng (2010)